# Isa Vermehren
Pour les articles homonymes, voir Vermehren.
Isa Vermehren (née le 21 avril 1918 à Lübeck et morte le 15 juillet 2009 à Bonn) est une cabarettiste, actrice de cinéma, puis une religieuse allemande.

## Biographie
Isa Vermehren passe son enfance et sa jeunesse dans sa ville natale de Lübeck, où son grand-père Julius Vermehren est sénateur et son père, Kurt Vermehren, avocat.
Isa Vermehren est renvoyée du lycée Ernestinenschule parce qu'elle refuse, au printemps 1933, de saluer le drapeau à croix gammée. Elle et sa mère, la journaliste Petra Vermehren, emménagent ensuite à Berlin. Petra Vermehren est engagée par le Berliner Tageblatt en avril 1934, et Isa Vermehren devient vite célèbre grâce à ses représentations au cabaret politico-littéraire de Werner Finck, la KataKombe. Ses piques contre le régime nazi font d'elle un jeune talent remarqué. Accompagnée par l'accordéon « Agathe », elle chante balades amoureuses et chants de marins. Sa chanson Eine Seefahrt, die ist lustig caricature les dignitaires nazis à demi-mot. Sa vente en disque est un succès important. Le cabaret Katakombe doit fermer en 1935, sur ordre des nazis. Isa Vermehren décroche son baccalauréat à l'école du soir. Elle devient catholique en 1938.
Isa Vermehren joue dans de nombreux films aux côtés de stars de l'UFA. Pendant la Seconde Guerre mondiale, elle est envoyée au front pour remonter le moral des troupes.
Isa Vermehren est membre du Cercle Solf. Après qu'un de ses frères, le diplomate Erich Vermehren, passe aux Britanniques en 1944, Isa est arrêtée avec ses parents et son frère Michael et incarcérée pour complicité de crime contre l'État. Elle survit au séjour dans les camps de concentration de Ravensbrück, Buchenwald et Dachau.
Elle est enfin transférée au Tyrol et libérée le 4 mai 1945 par Wichard von Alvensleben. Elle décrit son expérience dans le livre Reise durch den letzten Akt et joue en 1947 dans le film d'Helmut Käutner In jenen Tagen.
Isa Vermehren étudie de 1946 à 1951 à l'université rhénane Frédéric-Guillaume de Bonn l'allemand, l'anglais, l'histoire et la philosophie. Le 15 septembre 1951, elle entre au couvent de la congrégation des Sœurs du Sacré-Cœur de Jésus de Pützchen. Les supérieures de cette congrégation, fondée par la sainte Sophie Barat en France pendant la Révolution française, reconnaissent ses capacités et l'autorisent à enseigner. Elle dirige le lycée Sankt-Adelheid de Beuel-Pütschen puis, de 1969 à 1983, la Sophie-Barat-Schule de Hambourg.
Isa Vermehren participe à l'émission de la chaîne ARD Das Wort zum Sonntag, de 1983 à 1995. Elle décède et est inhumée au cimetière du monastère de Bonn-Pützchen. Son accordéon « Agathe » se trouve au musée de la Haus der Geschichte.

## Œuvres
Films
- 1934 : Musik im Blut
- 1934 : Grüß mir die Lore noch einmal
- 1935 : Knock Out
- 1935 : Eine Seefahrt, die ist lustig
- 1941 : Das Mädchen von Fanö
- 1947 : In jenen Tagen

Émissions de télévision
- 1983-1995 : Das Wort zum Sonntag (ARD)
- 2002 : Zeugen des Jahrhunderts - Isa Vermehren (ZDF)
- 2003 : Ein weites Herz – Schicksalsjahre einer deutschen Familie, d'après le livre de Matthias Wegner
- 2014 : Wir, Geiseln der SS de Christian Frey, ZDF/ARTE

Ouvrages
- 1946 : Reise durch den letzten Akt. Ravensbrück, Buchenwald, Dachau: eine Frau berichtet, Christian Wegner Verlag  (ISBN 3499240076)
- 1966 : Mutter Barat - Gestalt und Sendung der Stifterin des Sacré Cœur
- 1968 : Sexualaufklärung und Sexualerziehung: Eine Diskussion mit Isa Vermehren
- 1987 : Edith Stein - Botschaft Gottes in unserer Zeit  (ISBN 389857010X)
- 1989 : Christsein in einer Ordensgemeinschaft.  (ISBN 3779411350)
- 1991 : Führe sie zu Gott. Radio-Exerzitien
- 1991 : Mit brennendem Herzen  (ISBN 3779411946)
- 1992 : Ehelosigkeit um des Himmelreiches willen - aktuell oder überholt? Eine Besinnung zum Thema Zölibat
- 1993 : Gottesbotschaft an Maria.  (ISBN 3779412845)
- 1993 : Sühne für uns. Herz-Jesu-Verehrung noch aktuell?  (ISBN 3779412918)
- 1994 : Starke Frauen. MM-Verlag,  (ISBN 3928272381)
- 1996 : Aufstand zum Leben. Wegbereitungen für Ostern. Herder,  (ISBN 3451238373)
- 1999 : Blickpunkt Frau, Band V. Die Frau als Mutter (avec Inge Dunkelberg).  (ISBN 3922727530)
- 2000 : Der Christ heute auf der Suche nach seiner Identität.

Disques
- Schön ist die Liebe im Hafen. (Bazant/Schachner)  1935, Telefunken Nr. A 1786[4]
- Eine Seefahrt, die ist lustig. (Borders/Schultze) 1935, Telefunken Nr. A 1821[5]
- Auf der Reeperbahn nachts um halb eins. (Ralph Arthur Robert) 1936, Telefunken Nr. A 2096[6]
- Das Lied von der Knautschkommode. (Nick/Giesen) 1938, Telefunken Nr. 2722[7]
- Windstärke 12: Seemannslieder und Balladen. Compact Disc (28 Titel), 2002, Edition Berliner Musenkinder. www.duo-phon-records.de. LC 08681
- Ich bin nicht immer laut … - Vom Kabarett ins Kloster - Der lange Weg der Isa Vermehren. 2005

## Distinctions et prix
- Croix fédérale du mérite de la République Fédérale d'Allemagne.
- 2005 ordre du Mérite du Land de Rhénanie du nord-Westphalie.